# Alltel
Alltel Corporation är ett privatföretag som levererar tjänster inom trådlös telekommunikation, huvudsakligen inom USA. Innan förvärvet av Verizon Wireless, fanns företaget i 34 stater. Efter sammanslagningen, fortsätter Alltel att bedriva verksamhet i sex stater, främst på landsbygden. Efter fusionen är Alltel den åttonde största inom trådlös telekommunikation i USA, med cirka 800.000 kunder.